# Drosophila quadrilineata
Drosophila quadrilineata este o specie de muște din genul Drosophila, familia Drosophilidae, descrisă de Meijere în anul 1911. Conform Catalogue of Life specia Drosophila quadrilineata nu are subspecii cunoscute.